# Destination Anywhere
Destination Anywhere es el segundo álbum de estudio en solitario de Jon Bon Jovi lanzado el 17 de junio de 1997 y cuenta con música de la película Destination Anywhere lanzada en el mismo año. El álbum sigue su exitosa banda sonora de 1990 Blaze of Glory, de la película Young Guns II.

## Lista de canciones
1. Queen Of New Orleans - 4:31
2. Janie, Don’t Take Your Love To Town - 5:20
3. Midnight In Chelsea - 5:01
4. Ugly - 3:25
5. Staring At Your Window With A Suitcase In My Hand - 4:27
6. Every Word Was A Piece Of My Heart - 5:17
7. It’s Just Me - 6:44
8. Destination Anywhere - 4:57
9. Learning How To Fall - 4:04
10. Naked - 4:43
11. Little City - 5:00
12. August 7, 4:15 - 5:00
13. Cold Hard Heart - 4:43

### Temas extra
- Sad Song Night (solo en Francia)
- I Talk To Jesus (solo en Japón)

### Outtakes
- Drive

### Versiones
- Miro a tu ventana (versión de Staring At Your Window With A Suitcase In My Hand en castellano para España y Latinoamérica)
- Every Word Was A Piece Of My Heart Acoustic

## Vídeos
- Destination Anywhere
- Queen Of New Orleans
- Ugly
- Janie, Don't Take Your Love to Town
- Midnight In Chelsea
- Staring At Your Window With A Suitcase In My Hand

- Datos: Q904417